# Cyrtonus ehlersi
Cyrtonus ehlersi é uma espécie de artrópode pertencente à família Chrysomelidae.